# Sodomka

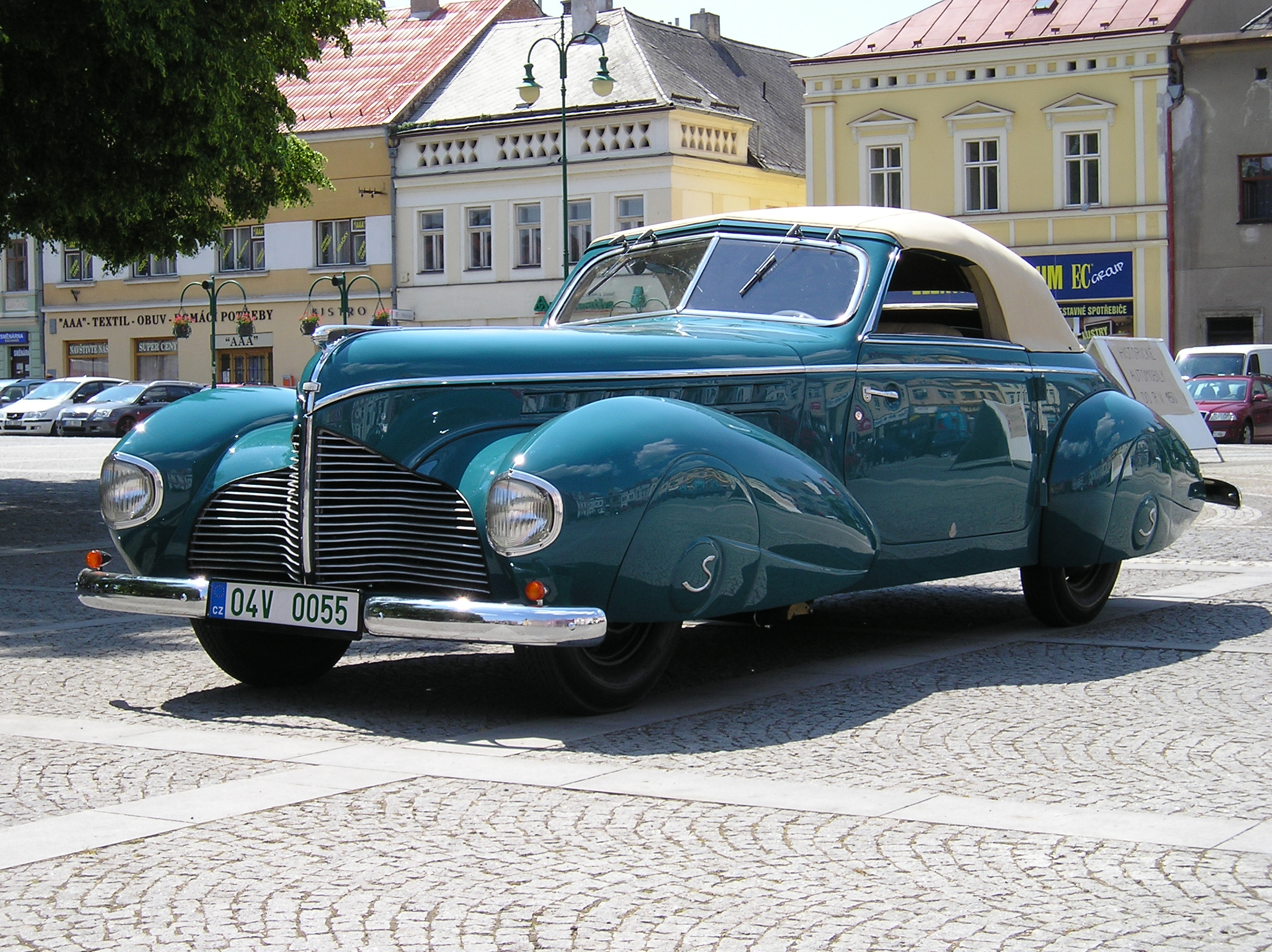
Aero 50 Dynamik, snad nejznámější karoserie automobilu od Sodomky, přezdívaná také "Arizona"

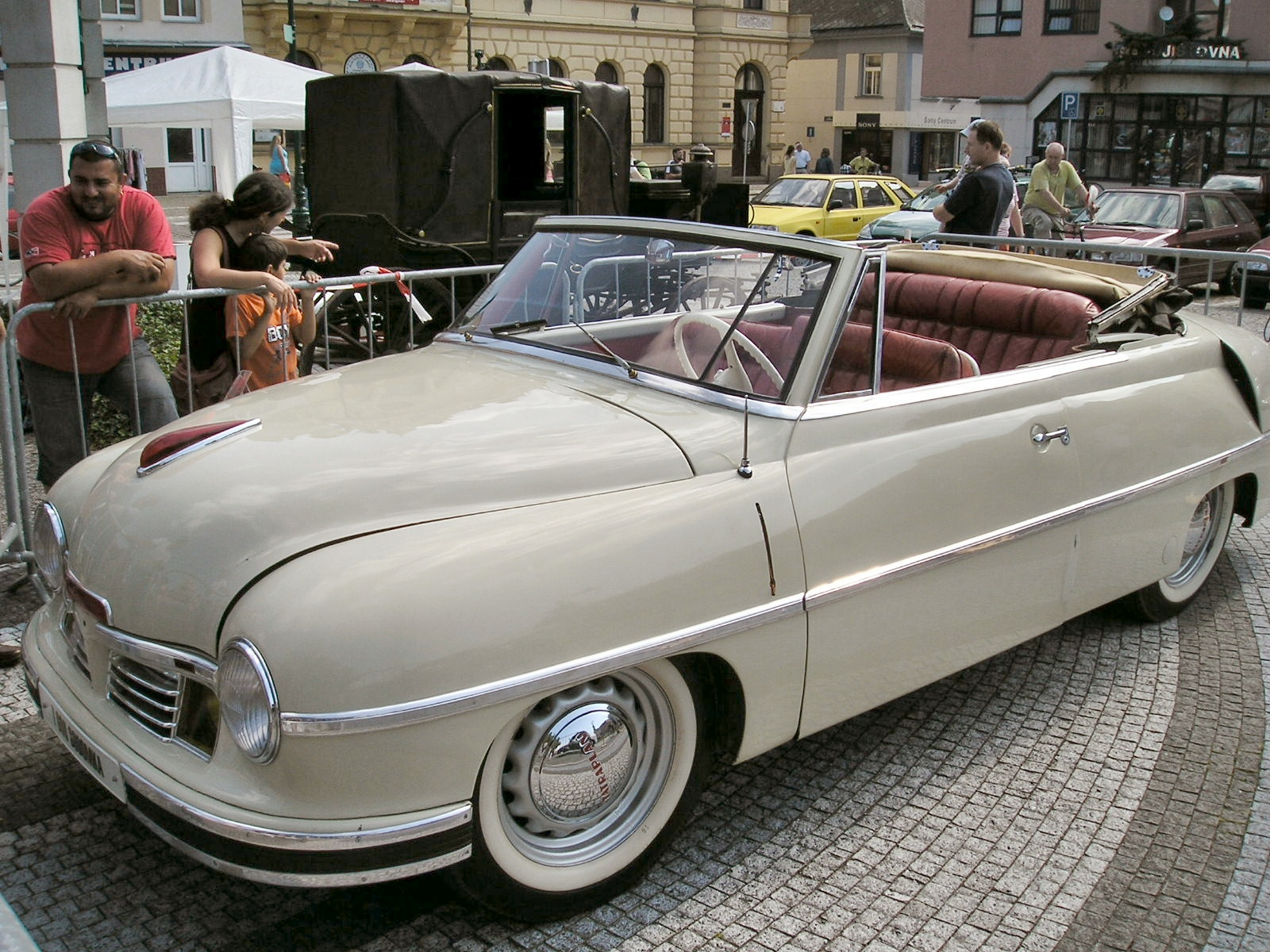
Tatra 600 kabriolet, vrcholné dílo karosárny Sodomka

Firma Sodomka je bývalý český výrobce karoserií. Karosovala automobily pro obyčejné lidi, ale i pro významné osobnosti doby, například pro Jana Wericha (Tatra 52) a manželku prezidenta Edvarda Beneše (Aero 50). Karosovala vozy různých českých firem (Aero, Laurin & Klement, Praga, Škoda, Tatra, Walter), ale i zahraničních (např. Bugatti, Ford, Graham, Lancia, Nash, Rolls-Royce, La Salle (pro britskou královskou rodinu), Studebaker a další).

## Historie
Firma Sodomka byla založena ve Vysokém Mýtě v roce 1895 Josefem Sodomkou starším. Původně se jmenovala První východočeská výroba kočárů Josefa Sodomky. Po první světové válce přišla krize a hledání dalšího výrobního programu. Josef Sodomka přemluvil otce, aby začali karosovat automobily. V roce 1925 tak vyrobili první automobilovou karoserii podle vlastního návrhu na podvozku Praga Mignon. Roku 1928 zhotovila firma první karoserii autobusu na podvozku Škoda 125 s kapacitou pro čtrnáct cestujících a další karoserie autobusů na podvozcích Praga, Škoda, Tatra a Walter. Do konce roku pak bylo v továrně vyrobeno celkem šest autobusů. Ve třicátých letech se Karoserie Sodomka stala úspěšnou firmou, když zvítězila na soutěžích elegance a na autosalonech. Celkem do roku 1936 firma vyrobila 40 autobusů. Roku 1947 se začal vyrábět model autobusu Škoda 706 RO. V roce 1948 byla firma znárodněna a stal se z ní národní podnik Karosa. V době studené války se z ní stal jeden z nejvýznanmějších autobusových výrobců východního bloku. 1. července 1993 byla Karosa privatizována a v roce 1999 se stala součástí holdingu Irisbus, který byl 26. května 2013 přejmenován na Iveco Bus. Samotná Karosa byla 1. ledna 2007 byla přejmenována na Iveco Czech Republic.